# Il giustiziere di mezzogiorno
Il giustiziere di mezzogiorno è un film del 1975 diretto da Mario Amendola.
È una parodia de Il giustiziere della notte (Death Wish) del 1974 di Michael Winner con Charles Bronson.

## Trama
Durante una passeggiata domenicale su un molo di Fiumicino, il geometra Franco Gabbiani salva la moglie Agata accidentalmente caduta in mare ma non trova aiuto per portarla in ospedale. A seguito di un disguido in ufficio, Franco viene lasciato dalla moglie e dalla figlia Titina, viene sempre più irritato dal comportamento del suo capoufficio e dalle attenzioni insistenti dell'obesa collega, la signorina Barzuacchi. Accolto in casa propria l'amico Fernando, Franco si improvvisa vendicatore dei torti subiti: demolisce l'automobile di un vigile disonesto, distrugge il party dell'assessore Palletta bombardando gli invitati con sacchi di immondizia, spedisce all'ospedale i giovinastri che intercettano le telefonate di un posto pubblico, si fa intermediario e giustiziere nei confronti di un "gruppuscolo” eversivo deciso a servirsi di lui per fare saltare la centrale di polizia. Riverito dalle forze dell'ordine, Franco rientra nella vita normale quando moglie e figlia ritornano da lui.